# Lligament talofibular anterior
El lligament talofibular anterior és un lligament que contribueix a l’estabilització lateral de l’articulació tibiotarsal. Es considera el més important pel que fa a l’estabilitat lateral del turmell.

## Anatomia
El lligament talofibular anterior (Ligamentum talofibulare anterius) forma part del lligament col·lateral lateral de l’articulació talocrural (Ligamentum collaterale laterale articulationis talocruralis). S’estén des de la vora anterior del mal·lèol lateral (Malleolus lateralis) del peroné fins a la cara lateral del coll de l’astràgal (Collum tali) i fins a la vora anterior adjacent de la cara lateral del cos d’aquest os. Es localitza a la part externa del turmell, per davant —d’aquí el nom de 'anterior'.
Per detectar un trencament o lesió en aquest lligament, es recomana realitzar una ecografia o una ressonància magnètica de la zona afectada. Durant la convalescència és essencial fer exercicis propioceptius per prevenir futures recaigudes.
Aquest lligament contribueix a estabilitzar el turmell, especialment durant moviments cap endavant o cap a dins, i evita que el peu es desplaci excessivament, reduint així el risc de lesions. És el lligament que es lesiona amb més freqüència en els esquinços de turmell, sobretot quan el peu es torça cap a dins, un moviment molt comú en lesions esportives.